# Metazygia ipanga
Metazygia ipanga là một loài nhện trong họ Araneidae.
Loài này thuộc chi Metazygia. Metazygia ipanga được Herbert Walter Levi miêu tả năm 1995.